# Archipel des Colorados
L'archipel des Colorados , également connu comme archipel de Santa Isabel et archipel de Guaniguanico, est une chaîne d'îles et de cayes sur le littoral nord-ouest de Cuba.
Une réserve écologique y a été créée.

## Situation, description
L'archipel se trouve sur la côte nord-ouest de la province de Pinar del Río, dans le golfe du Mexique, le long des municipalités de Mantua, Minas de Matahambre, Viñales et La Palma.
Sa longueur est d'environ 100 km. Il existe un chenal navigable entre les récifs et l'île de Cuba, interrompu par certaines îles (par exemple le cayo Jutias, et d'autres).
L'archipel est doublé au nord par un collier de récifs plus ou moins submergés qui se prolonge vers le sud-ouest jusqu'à la pointe de la péninsule de Guanahacabibes, délimitant la baie de Guadiana (es) (voir photo ci-dessous) qui ouvre sur le golfe du Mexique. Tous ces récifs ne sont pas tous immergés et nombre d'entre eux portent des phares que l'on peut voir sur les cartes bathymétriques détaillées, par exemple celle de fishing.gpsnauticalcharts. La même carte montre que le banco Sancho Pardo, parfois mentionné en corrélation avec l'archipel, n'en fait pas partie : il se trouve dans le collier de récifs submergés, au nord-ouest de la baie de Guadiana (es). Il reste cependant suffisamment proche pour faire partie de la réserve écologique Los Pretiles (voir plus bas).

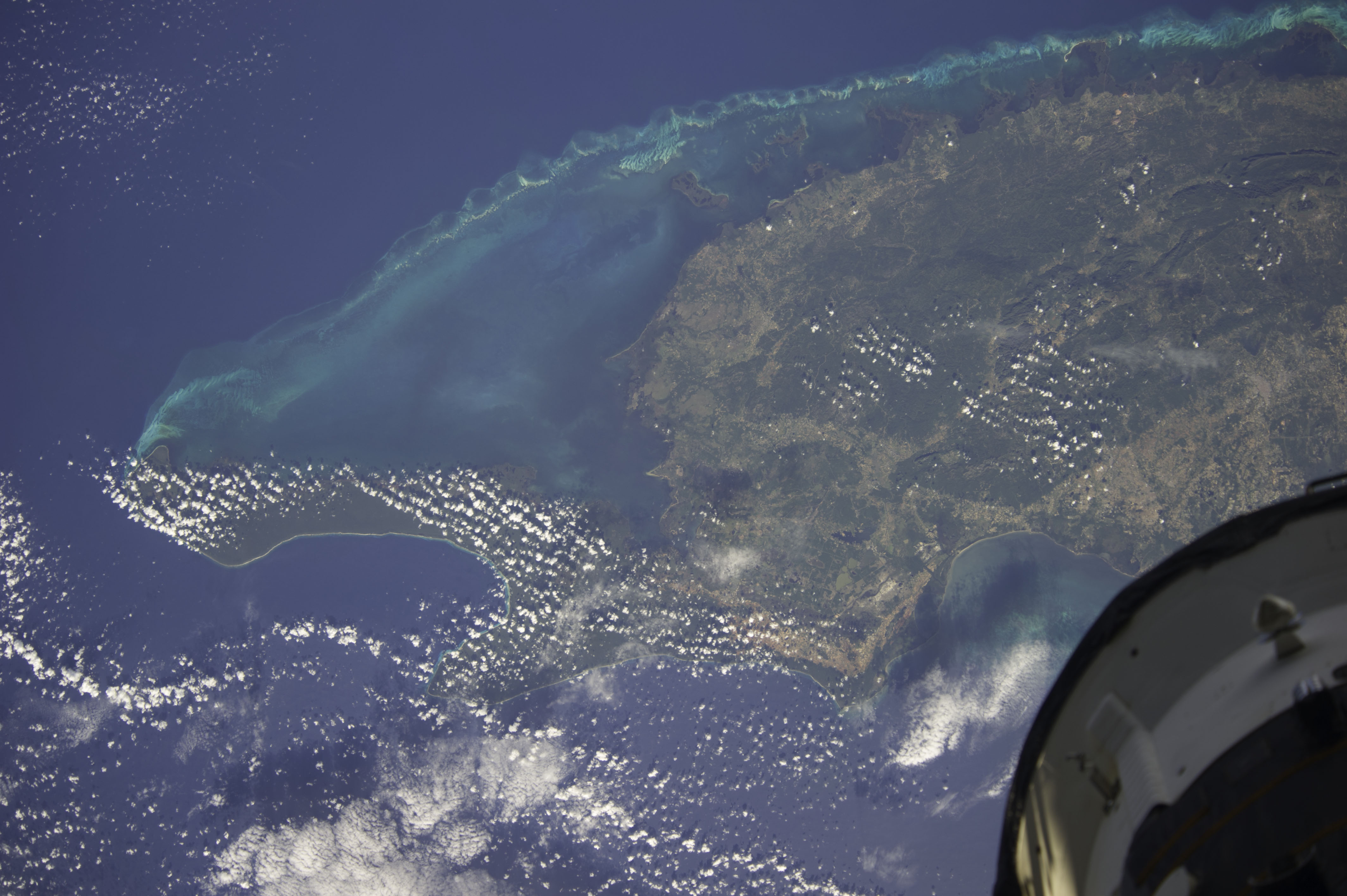
Archipel et les récifs submergés fermant la baie de Guadiana (es) jusqu'à la péninsule de Guanahacabibes

## Description
Il inclut quelque 160 petites îles, dont :
- Cayo de Buenavista (Mantua)

(anse Las Orillas (Ensenada Las Orillas)
- Cayo Rapado Chico (Mantua)
- Cayo Rapado Grande (Mantua)

(Cabezo Seco, banc de sable au large du cayo Rapado Grande et portant un phare)
- Cayo Diego (Mantua)[8]

(punta Tabaco)

(baie du Río del Medio, Minas de Matahambre)
- Cayo Jutías (Minas de Matahambre)[11], avec son phare et l'anse Nombre de Dios[12]

(baie de Santa Lucía (Bahía de Santa Lucía)
- Cayos Boquerones[14] (Viñales)[15]
- Cayo Ines de Soto (Viñales)[15]
- Cayo Redondo (selon openstreetmap)[16],[n 1] ou cayos Leguas (selon google/maps)[17] (Viñales)
- Cayo Coruita (Viñales)[18]
- Cayo Verracos[19] (La Palma)[20]
- Cayo Arenas[21] (La Palma)[20],[n 2], bordé de blanc (sables) sur sa moitié nord-est
- Cayo Levisa (La Palma)[22], bordé de blanc sur sa partie nord
- Cayo Alacranes[23] (La Palma)[20]
- Cayo Médano de Casiguas ou cayo Paraíso[3] (La Palma)[24]

(baie de la Mulata (Ensenada de la Mulata) (La Palma)

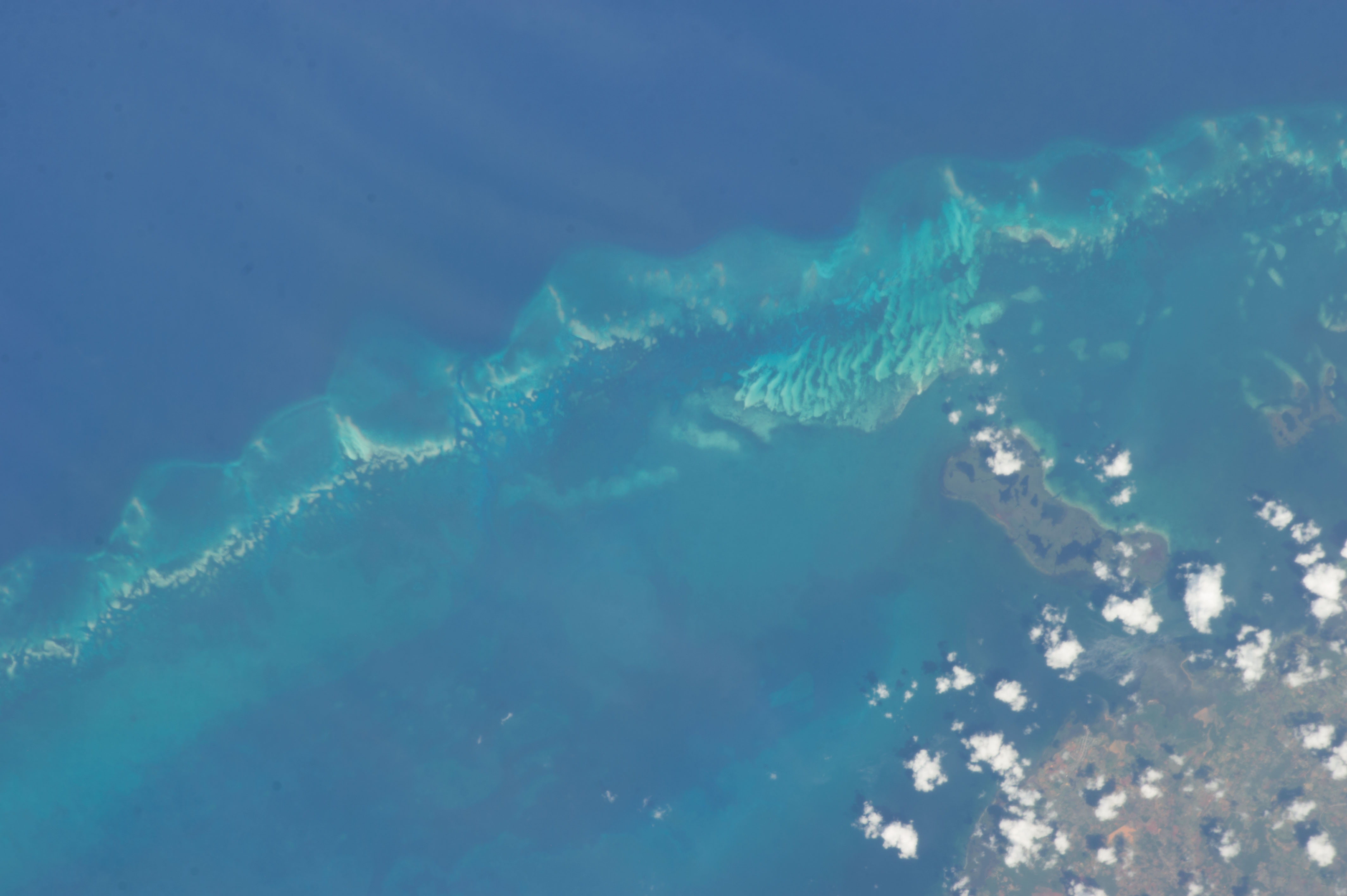
Cayo de Buenavista et cayo Rapado Chico
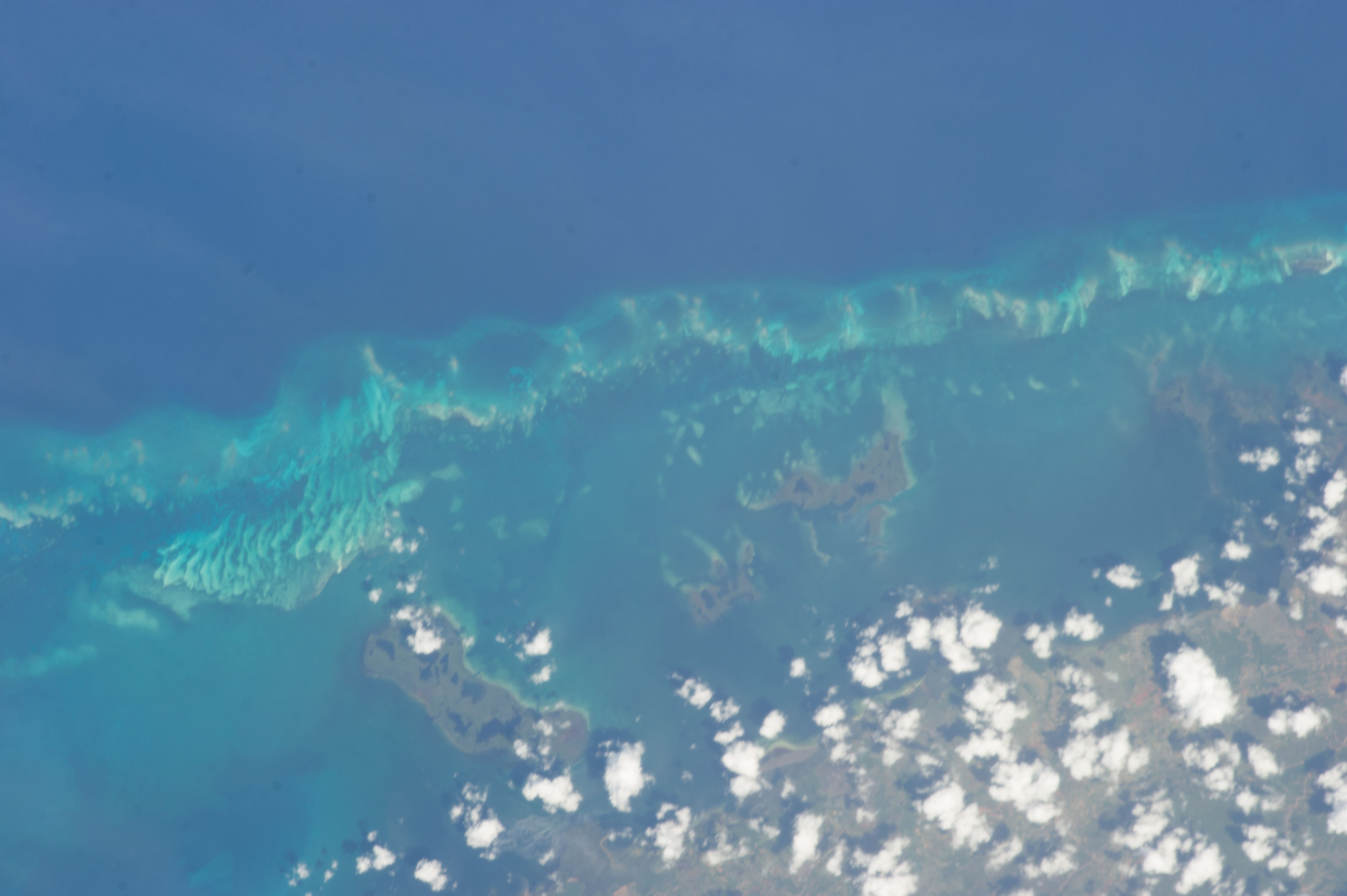
Du cayo de Buenavista au cayo Diego
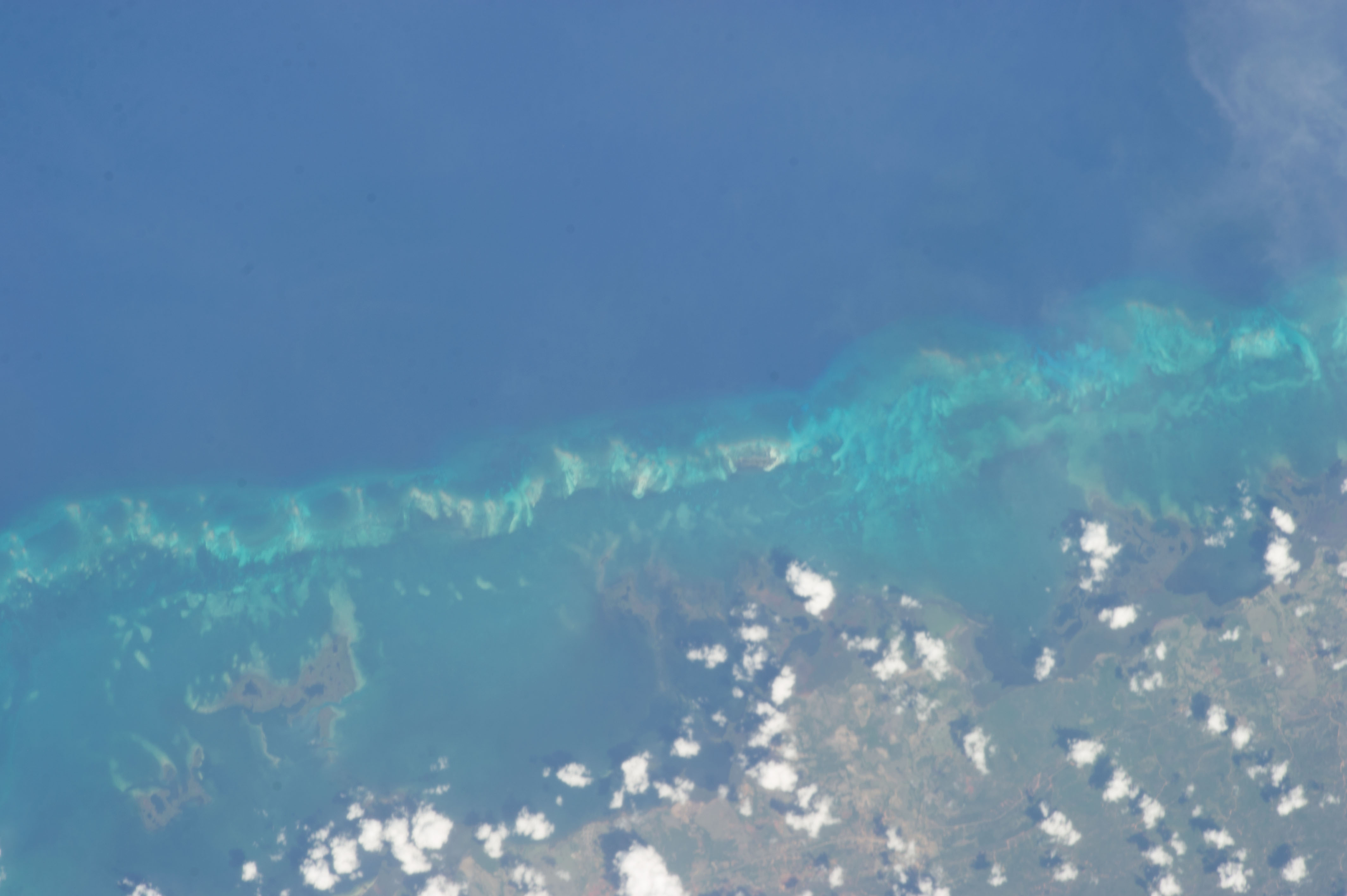
Du cayo Rapado Chico à la baie Río del Medio
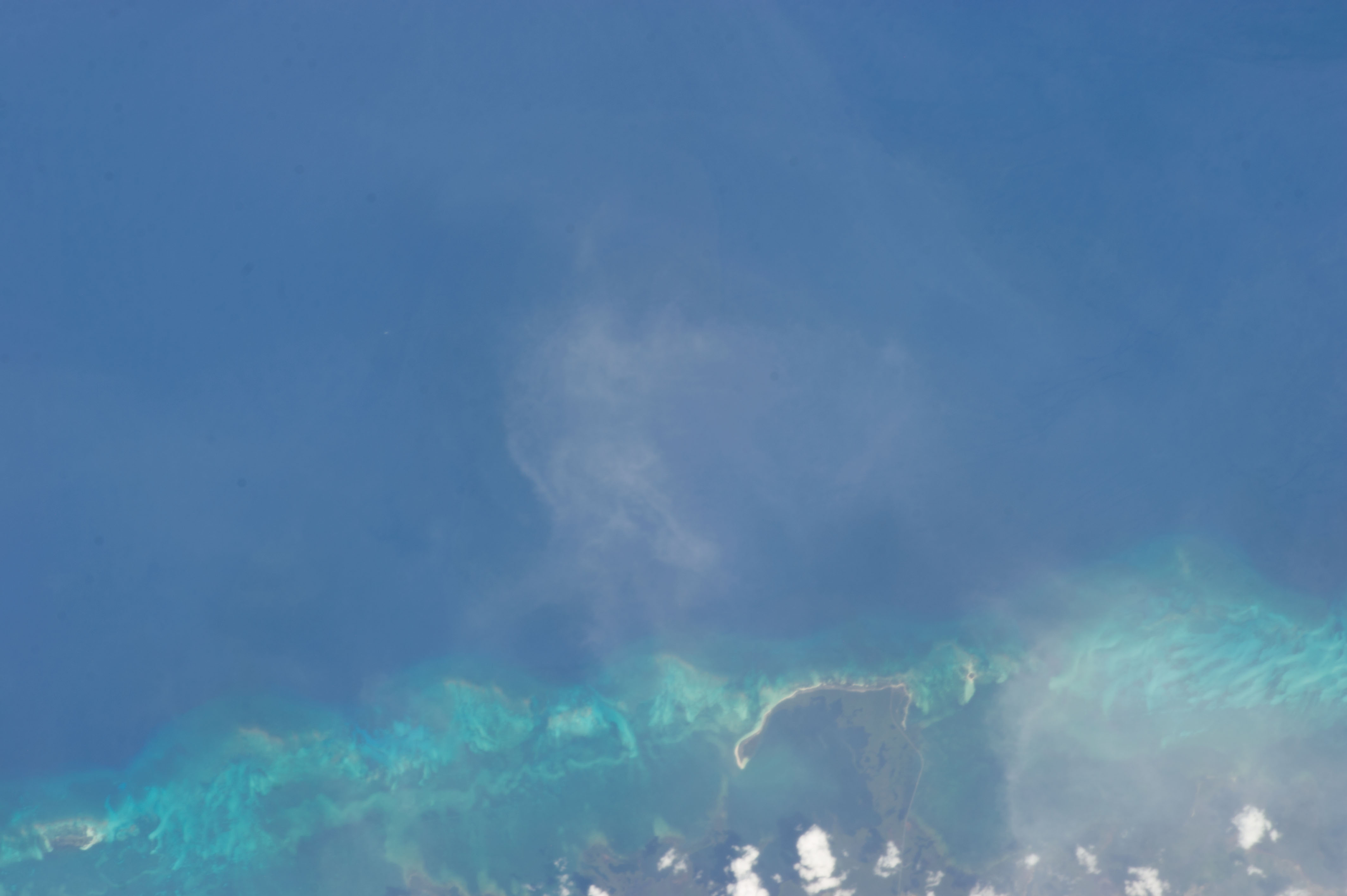
Cayo Jutías et baie de Santa Lucía
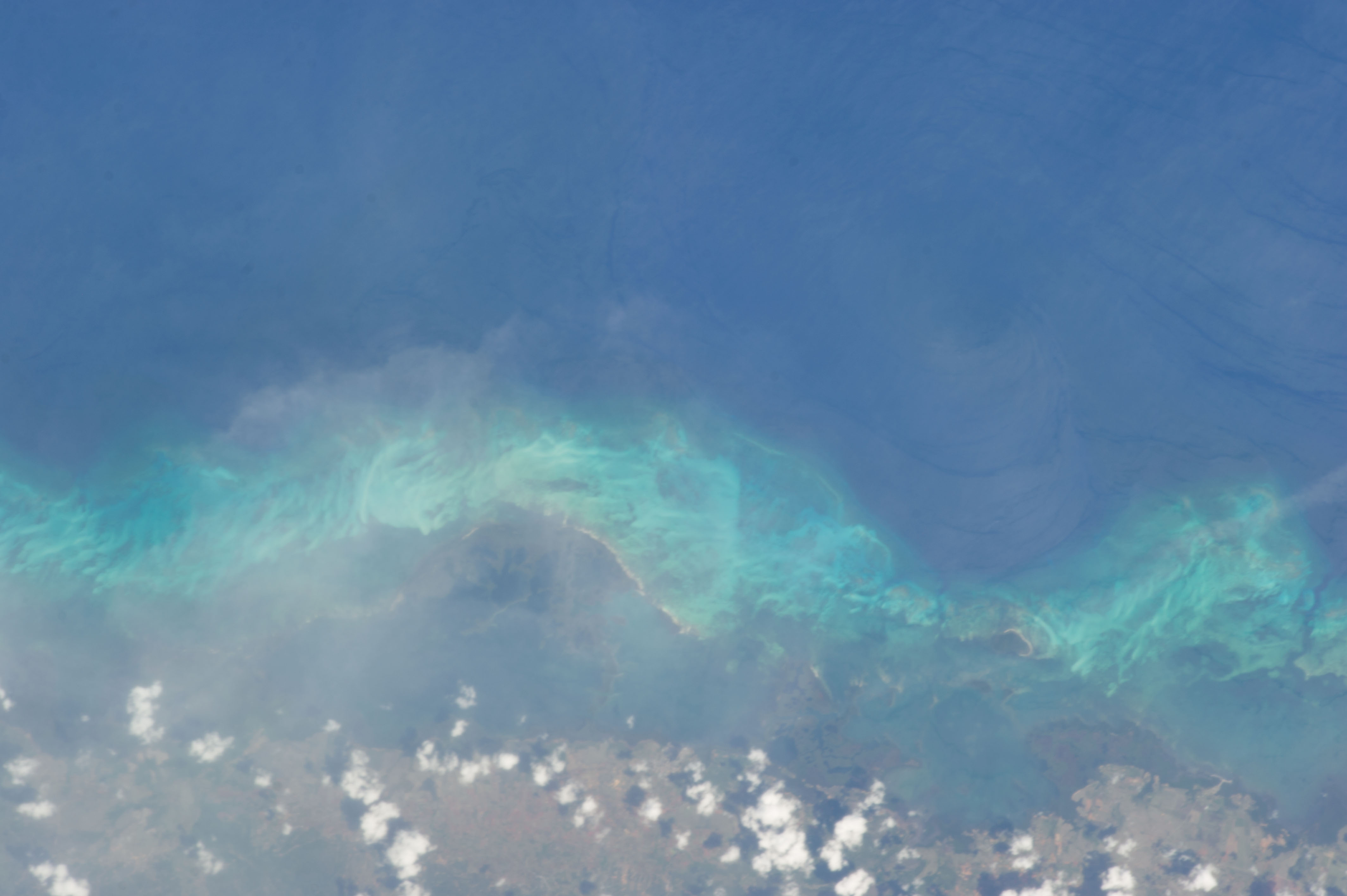
Du cayo Ines de Soto au cayo Arenas
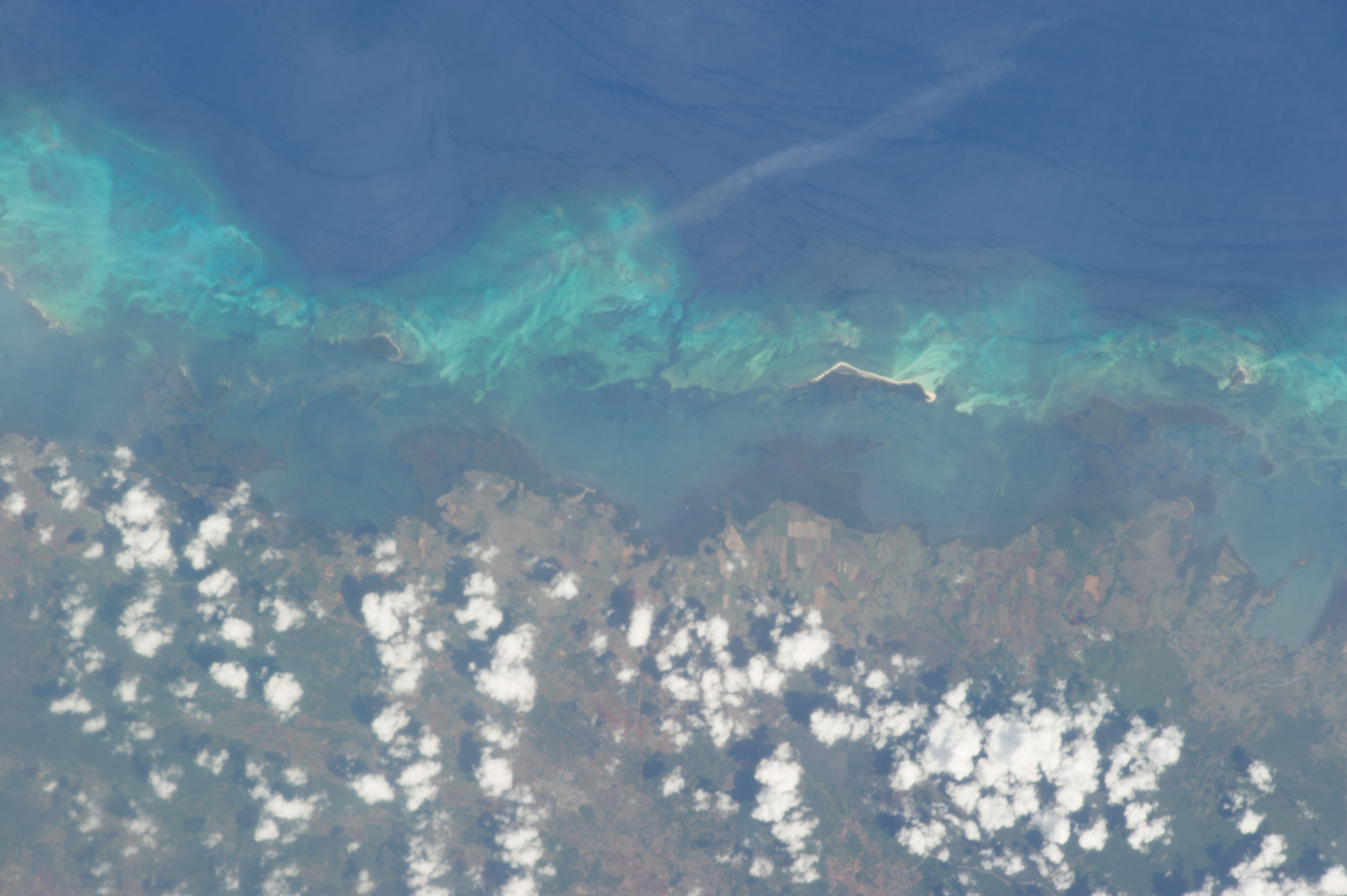
Du cayo Coruita au cayo Médano de Casiguas

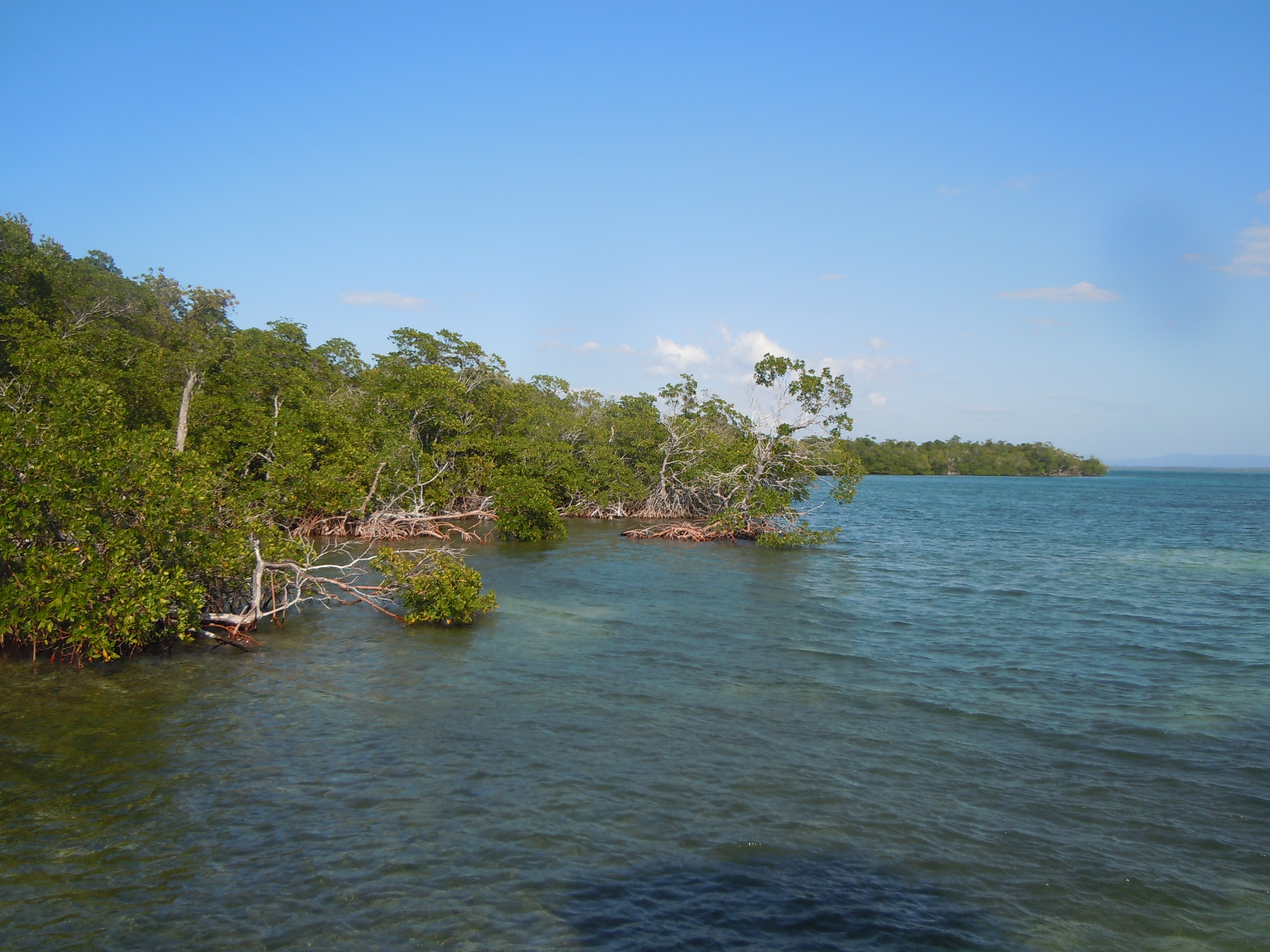
Mangrove, côte sud du cayo Levisa

## Environnement
La réserve écologique (reserva ecológica) Los Pretiles est une réserve marine dans la municipalité de Mantua. Elle inclut les cayos Rapado Grande, Rapado Chico, Buenavista, le banc de Sancho Pardo (au large des trois cayos), et une frange de côte face à ces cayos, qui se trouve à une quinzaine de km au sud.

## Activités
La mer entourant l'archipel est principalement utilisée pour la pêche (homards, huîtres, vivaneaux, thons, éponges). Le tourisme se développe également dans des îles comme à Cayo Levisa, où les plages de sable blanc et les sites de plongée sous-marine attirent les touristes.

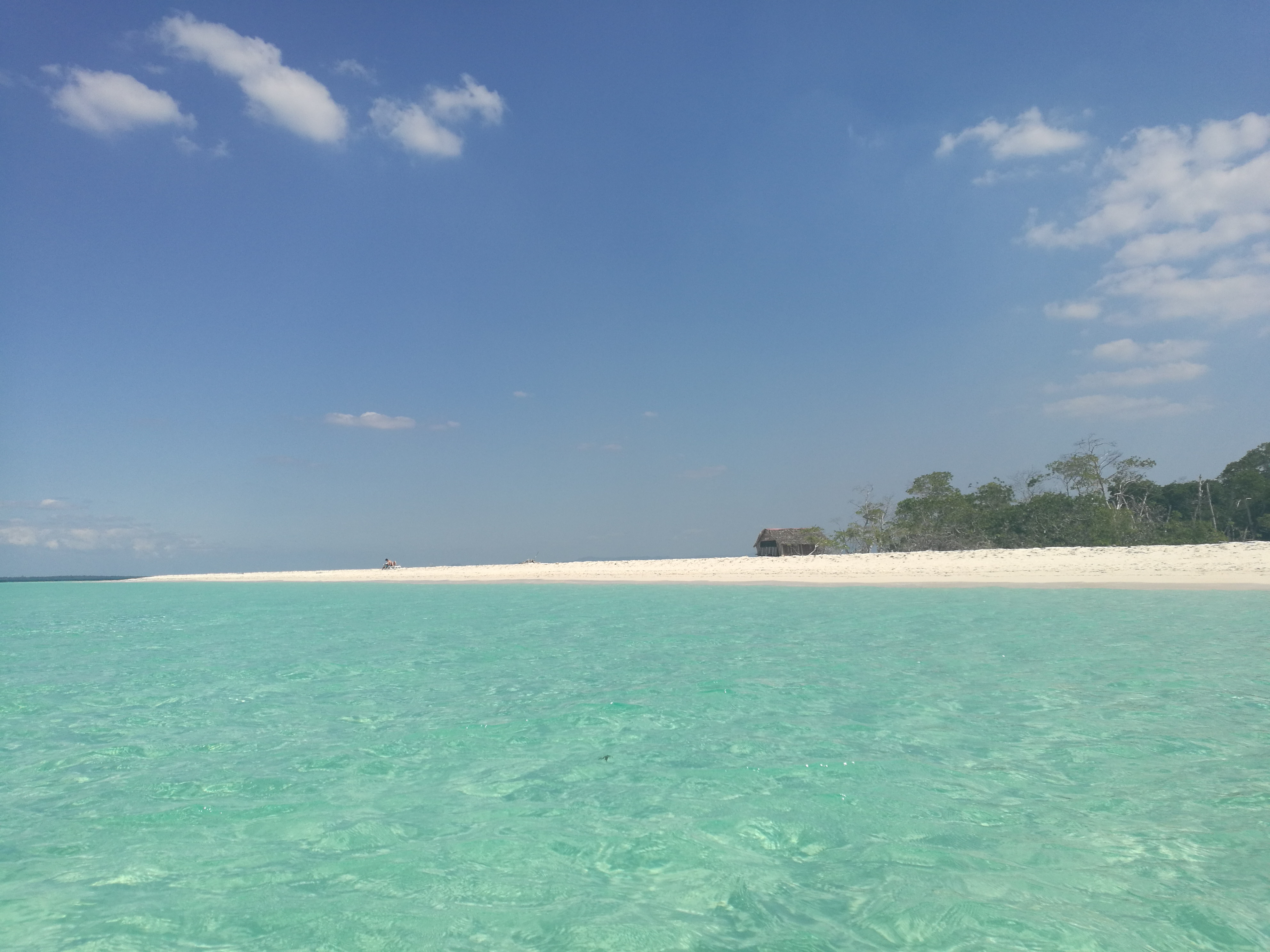
Punta Arena, Cayo Levisa
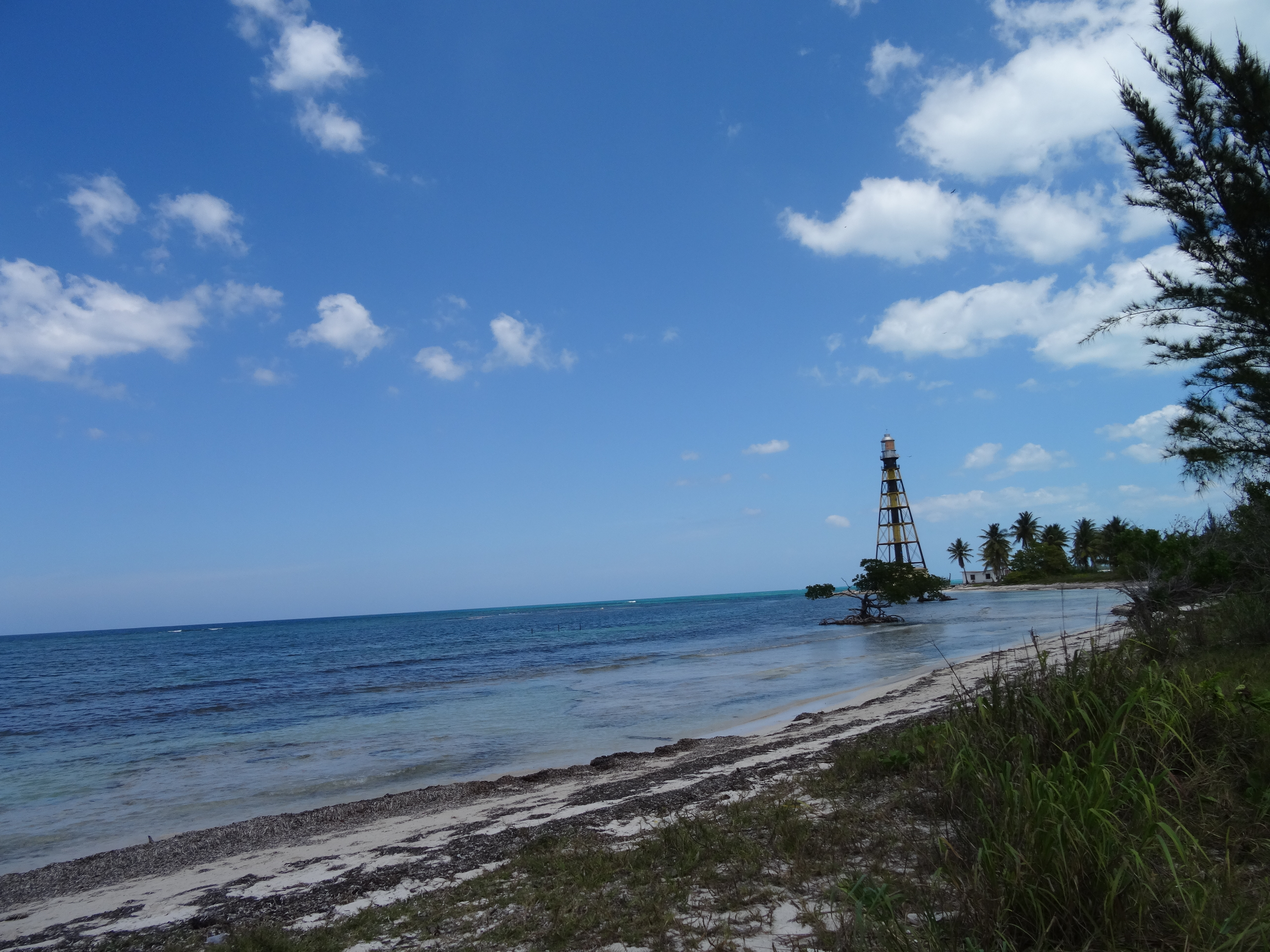
Phare de Cayo Jutías